# Edward A. Thompson
Pour les articles homonymes, voir Edward Thompson (homonymie) et Thompson.
Edward Arthur Thompson (né le 22 mai 1914 à Waterford et mort le 1er janvier 1994 à Nottingham) est un classiciste et médiéviste irlandais du XXe siècle qui fut dans le monde anglophone un pionnier dans l'étude de l'Antiquité tardive. Il s'intéressa notamment à la période des Grandes invasions et à l'histoire des Goths en Espagne, ainsi qu'aux relations entre la Rome antique et les peuples "barbares", tels que les Huns et les Visigoths.

## Biographie
Edward A. Thompson naît à Waterford le 22 mai 1914 dans une famille presbytérienne d'origine irlandaise et écossaise.
Il fait ses études au Trinity College de Dublin où il enseigne de 1939 à 1941 avant de s'installer au Pays de Galles où il enseigne le grec à l'université de Swansea. De 1945 à 1948, il est lecteur d'humanités classiques au King's College de Londres avant de devenir professeur émérite à l'université de Nottingham de 1948 à 1979, année de sa retraite.
Marxiste, Edward A. Thompson quitte le Parti communiste de Grande-Bretagne l'année de l'insurrection de Budapest en 1956.
Il devient membre de la British Academy en 1964.
Edward A. Thompson meurt le 1er janvier 1994 à Nottingham, à l'âge de 79 ans.

## Ouvrages
- The Historical Work of Ammianus Marcellinus, Cambridge, 1947
- A History of Attila and the Huns, Clarendon Press, 1948
- A Roman Reformer and Inventor, Clarendon Press, 1952
- The Early Germans, Clarendon Press, 1965
- The Visigoths in the Time of Ulfila, Clarendon Press, 1966
- The Goths in Spain, Clarendon Press, 1969 (lire en ligne) ; trad. espagnole : Los godos en España, trad. de Javier Faci Lacasta, Grupo Anaya Comercial, 2013.  (ISBN 8420683337)
- The Conversion of the Spanish Suevi to Catholicism. Dans : Edward James (ed.), « Visigothic Spain : New Approaches ». Oxford : Oxford University Press, 1980
- Romans and Barbarians : The Decline of the Western Empire, Madison : University of Wisconsin Press, 1982
- Saint Germanus of Auxerre and the End of Roman Britain, Woodbridge, Suffolk : The Boydell Press, 1984
- Who was Saint Patrick ?, Rochester, NY : Boydell Press, 1985